# Tour des Flandres 2013
La 97e édition du Tour des Flandres a eu lieu le 31 mars 2013. Il s'agit de la 8e épreuve de l'UCI World Tour 2013. Le départ a été donné de Bruges pour une arrivée à Audenarde avec la victoire en solitaire du Suisse Fabian Cancellara (RadioShack-Leopard) devant le Slovaque Peter Sagan (Cannondale) qui règle dans un sprint à deux le Belge Jürgen Roelandts (Lotto-Belisol) pour la deuxième place de la course,.
C'est la deuxième fois que Cancellara gagne le Tour des Flandres après son succès en 2010. Il obtient cette victoire une semaine après cette acquise au Grand Prix E3 et en profite également pour revenir à quelques points de la première place du classement UCI World Tour derrière son dauphin du jour Sagan.

## Présentation
Ce Tour des Flandres est la troisième des quatre classiques flandriennes inscrites à l'UCI World Tour ainsi que le deuxième monument après Milan-San Remo. La course se déroule une semaine après Gand-Wevelgem et une semaine avant Paris-Roubaix.

### Parcours
Comme lors de la précédente édition, la course part de Bruges en Flandre-Occidentale avant de mettre le cap au Sud de la Flandre pour attaquer les premiers bergs et quelques secteurs pavés. Par rapport à l'année passé, seul le Tiegemberg est ajouté à la liste des monts à escalader, de plus c'est le premier à grimper au bout de 90 km de course environ avant d'attaquer d'autres monts plus ou moins difficile comme le Taaienberg, mont favori du Belge Tom Boonen, l'Eikenberg, le Molenberg et le Berendries entre autres. Vient ensuite, à 74 km de l'arrivée, le premier enchainement Vieux Quaremont - Paterberg suivi du redoutable Koppenberg. Après une partie de 27 km sans grandes difficultés excepté les franchissements du Steenbeekdries et du Kruisberg, le peloton réitérera, à 37 km de la ligne, le duo Vieux Quaremont - Paterberg avant d'enchainer par une côte de 3 km, l'Hoogberg (nl). Pour finir, les coureurs franchiront, le probable juge de paix de cette édition, le troisième et dernier enchainement du Vieux Quaremont - Paterberg situé, dès le dernier bergs passé, à 13,3 km d'Audenarde (Flandre-Orientale) après 256,2 km de course,,,,.
- - Premier tour de circuit
  - Transition vers le deuxième tour de circuit
Note: Oudenaarde est le nom néerlandais d'Audenarde et Ronse celui de Renaix
- - Deuxième tour de circuit
  - Transition vers le troisième tour de circuit
- - Troisième tour de circuit
  - Final

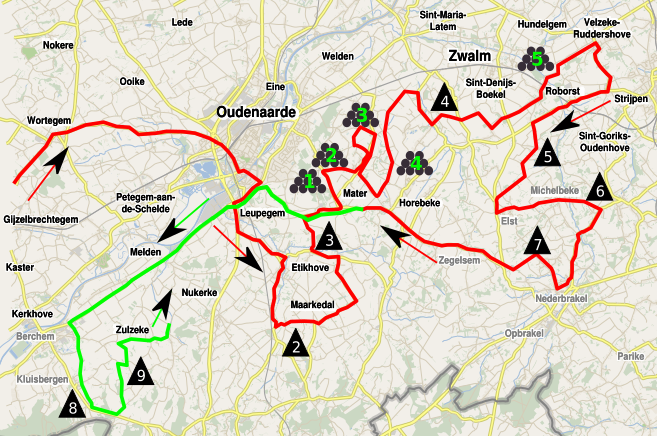
Note: Oudenaarde est le nom néerlandais d'Audenarde et Ronse celui de Renaix
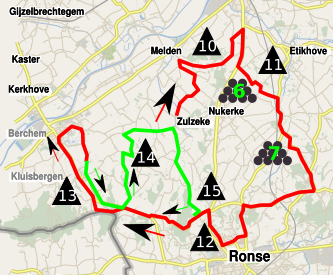
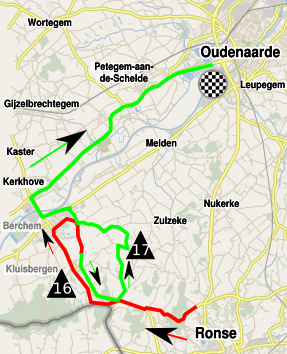

Avec l'ajout du Tiegemberg comme première difficulté, 17 monts sont au programme de cette édition, pour la plupart recouverts de pavés. L'enchainement Vieux Quaremont - Paterberg est emprunté à trois reprises et son ultime passage se présente comme le juge de paix de cette édition, :
| Num | Nom             | km    | Revêtement | Longueur (m) | Pente moyenne | km de l'arrivée |
| --- | --------------- | ----- | ---------- | ------------ | ------------- | --------------- |
| 1   | Tiegemberg      | 90,7  | asphalte   | 750          | 5,6 %         | 165,5           |
| 2   | Taaienberg      | 112,6 | pavés      | 530          | 6,6 %         | 143,6           |
| 3   | Eikenberg       | 119   | pavés      | 1 300        | 6,2 %         | 137,2           |
| 4   | Molenberg       | 134,2 | pavés      | 463          | 7 %           | 122             |
| 5   | Rekelberg (nl)  | 148,7 | asphalte   | 800          | 4 %           | 107,5           |
| 6   | Berendries      | 154,1 | asphalte   | 940          | 7 %           | 102,1           |
| 7   | Valkenberg      | 159,5 | asphalte   | 540          | 8,1 %         | 96,7            |
| 8   | Vieux Quaremont | 182,2 | pavés      | 2 200        | 4 %           | 74              |
| 9   | Paterberg       | 185,6 | pavés      | 360          | 12,9 %        | 70,6            |
| 10  | Koppenberg      | 192,2 | pavés      | 600          | 11,6 %        | 64              |
| 11  | Steenbeekdries  | 197,6 | pavés      | 700          | 5,3 %         | 58,6            |
| 12  | Kruisberg       | 209,4 | asphalte   | 2 500        | 5 %           | 46,8            |
| 13  | Vieux Quaremont | 219,3 | pavés      | 2 200        | 4 %           | 36,9            |
| 14  | Paterberg       | 222,7 | pavés      | 360          | 12,9 %        | 33,5            |
| 15  | Hoogberg (nl)   | 229,7 | asphalte   | 3 000        | 3,5 %         | 26,5            |
| 16  | Vieux Quaremont | 239,5 | pavés      | 2 200        | 4 %           | 16,7            |
| 17  | Paterberg       | 242,9 | pavés      | 360          | 12,9 %        | 13,3            |

En plus des traditionnels monts, il y a 7 secteurs pavés répartis sur 100 km :
| Num | Nom                | km    | Longueur (m) | km de l'arrivée |
| --- | ------------------ | ----- | ------------ | --------------- |
| 1   | Holleweg (nl)      | 120,5 | 1 500        | 135,7           |
| 2   | Ruitersstraat (nl) | 122   | 800          | 134,2           |
| 3   | Kerkgate           | 125,3 | 1 500        | 130,9           |
| 4   | Jagerij            | 128,5 | 800          | 127,7           |
| 5   | Paddestraat        | 139,1 | 2 300        | 117,1           |
| 6   | Mariaborrestraat   | 196,2 | 2 000        | 60              |
| 7   | Donderij (nl)      | 199,4 | 800          | 56,8            |

### Équipes
L'organisateur a communiqué la liste des équipes invitées le 5 mars 2013. 26 équipes participent à ce Tour des Flandres - 19 ProTeams et 7 équipes continentales professionnelles :
| ProTeams (19)- AG2R La Mondiale - Argos-Shimano - Astana - Blanco - BMC Racing Team - Cannondale Pro Cycling - Euskaltel-Euskadi - FDJ - Garmin Sharp - Katusha - Lampre-Merida - Lotto-Belisol - Movistar Team - Omega Pharma-Quick Step - Orica-GreenEDGE - RadioShack-Leopard - Saxo-Tinkoff - Sky - Vacansoleil-DCM Équipes continentales professionnelles (7)- Accent Jobs-Wanty - Crelan-Euphony - Team Europcar - IAM Cycling - NetApp-Endura - Topsport Vlaanderen-Baloise - Vini Fantini-Selle Italia |
| |

### Favoris
Le Suisse Fabian Cancellara (RadioShack-Leopard),,, vainqueur en 2010, troisième en 2011 et auteur d'un succès en solitaire sur le dernier Grand Prix E3 et le Slovaque Peter Sagan (Cannondale),, récent vainqueur de Gand-Wevelgem après s'être classé deuxième de Milan-San Remo juste devant Cancellara sont les deux grands favoris. Le Belge Tom Boonen (Omega Pharma-Quick Step), tenant du titre et triple vainqueur de l'épreuve mais dans une forme incertaine après sa chute une semaine auparavant sur Gand-Wevelgem, et son coéquipier le Français Sylvain Chavanel,,,, auteur d'un très bon début de saison et vainqueur des Trois Jours de La Panne sont leurs plus grands rivaux,,. Ces deux derniers sont notamment épaulés par le Néerlandais Niki Terpstra.
Les Italiens Luca Paolini (Katusha), vainqueur du dernier Circuit Het Nieuwsblad, et Filippo Pozzato (Lampre-Merida), le Norvégien Edvald Boasson Hagen (Sky) et son coéquipier le Britannique Geraint Thomas, l'Espagnol Juan Antonio Flecha (Vacansoleil-DCM),, deux autres Norvégiens Alexander Kristoff (Katusha) et Thor Hushovd, le coéquipier de ce dernier, le Belge Greg Van Avermaet (BMC Racing) co-leader de leur formation, le compatriote de ce dernier Jürgen Roelandts (Lotto-Belisol), les Français Yoann Offredo (FDJ) et Sébastien Turgot (Europcar), le Néerlandais Sebastian Langeveld (Orica-GreenEDGE), l'Allemand John Degenkolb (Argos-Shimano) ainsi que l'Australien Heinrich Haussler (IAM) seront les principaux outsiders,,,.

## Récit de la course
26 équipes inscrivent 8 coureurs sauf la formation française AG2R La Mondiale qui n'en compte que 7. De plus deux coureurs sont non-partants avant le début de l'épreuve : l'Italien Jacopo Guarnieri (Astana) et le Français William Bonnet (FDJ). 205 coureurs sont donc au départ de la course.
L'Italien Mattia Pozzo (Vini Fantini-Selle Italia) attaque dès le premier kilomètre, en vain. Au km 8, Le Britannique Alex Dowsett (Movistar), l'Allemand Andreas Klier (Garmin-Sharp) et l'Australien Zakkari Dempster (NetApp-Endura) s'échappent. Le trio prend rapidement 30 s d'avance, puis le premier tournant de la course a lieu au km 19, avec la chute puis l'abandon quelques minutes plus tard du tenant du titre, le Belge Tom Boonen (Omega Pharma-Quick Step), l'un des favoris à sa succession. L'écart entre les hommes de tête et le peloton ne dépasse pas la trentaine de secondes. Un autre Belge Kris Boeckmans (Vacansoleil-DCM) et le Canadien Hugo Houle (AG2R La Mondiale) se joignent au groupe au km 46, mais les cinq hommes sont repris 3 km plus loin.
Le rythme est élevé, et le peloton reste groupé. Au km 90, quatre autres Belges Kevin Claeys (Crelan-Euphony), Tim De Troyer (Accent Jobs-Wanty), Laurens De Vreese (Topsport Vlaanderen-Baloise) et Tosh Van der Sande (Lotto-Belisol), accompagnés du Danois Michael Mørkøv (Saxo-Tinkoff), de l'Américain Jacob Rathe (Garmin-Sharp) et du Néerlandais Jetse Bol (Blanco), sortent du peloton. Les sept hommes de tête obtiennent un avantage de 1 min 15 s 5 km plus loin, et jusqu'à 3 min 40 s, au km 109. L'écart va ensuite chuter, notamment sous l'impulsion de l'équipe Europcar. Dans le Molenberg, l'Allemand André Greipel (Lotto-Belisol) attaque, suivi par du Polonais Michał Kwiatkowski (Omega Pharma–Quick Step), des Français tous les deux coéquipiers Yohann Gène et Vincent Jérôme (Europcar) et du Néerlandais Maarten Tjallingii (Blanco). Trois kilomètres plus tard, ils n'ont plus que 15 s de retard sur les échappés, tandis que le peloton pointe à 56 s, et rejoignent les hommes de tête quelques encablures plus loin.
Alors que la formation RadioShack-Leopard s'occupe de la poursuite et que Gène est lâché, l'Allemand Marcel Sieberg (Lotto-Belisol) attaque au km 148 et rejoint lui aussi le groupe de tête. Greipel, Tjallingii, Bol, Kwiatkowski, De Vreese et Sieberg vont alors fausser compagnie au reste du groupe. Le Français Jérôme Cousin (Europcar) et le Belge Sep Vanmarcke (Blanco) abandonnent. Dans le Valkenberg, l'Espagnol José Joaquín Rojas (Movistar) attaque, suivi de l'Australien Stuart O'Grady (Orica-GreenEDGE) et du Danois Anders Lund (Saxo-Tinkoff). L'équipe Cannondale se joint ensuite à la poursuite. À 75 km de l'arrivée, dans le Vieux Quaremont, le Français Yoann Offredo (FDJ|FDJ) attaque, mais est repris 2 km plus loin, tandis que Bol lâche prise dans l'ascension. Dans le Koppenberg, un coureur de Vacansoleil-DCM pose pied à tête. De nombreux coureurs sont piégés, parmi lesquels l'Italien Filippo Pozzato (Lampre-Merida), le Néerlandais Niki Terpstra (Omega Pharma-Quick Step) et l'Australien Heinrich Haussler (IAM). À 59 km du but, l'Italien Mirko Selvaggi (Vacansoleil-DCM) et le Français Sébastien Minard (AG2R La Mondiale) s'extirpent du peloton et rejoignent les hommes de tête 10 km plus tard.
L'avance avec le peloton va ensuite se réduire, puis Selvaggi et Kwiatkowski distancent leurs compagnons d'échappée dans la deuxième ascension du Vieux Quaremont. Peu après, le Britannique Geraint Thomas (Sky) chute, puis l'Espagnol Juan Antonio Flecha (Vacansoleil-DCM) crève dans le Paterberg. À la sortie de ce mont, le Belge Jürgen Roelandts (Lotto-Belisol) et les trois Français Sébastien Hinault (IAM), Sébastien Turgot (Europcar) et Offredo sortent du peloton et reviennent sur le duo de tête à 28 km de l'arrivée en compagnie de Tjallingii, alors que le peloton, mené par la formation Astana et le Belge, double vainqueur de l'épreuve, Stijn Devolder (RadioShack-Leopard) pointe à 20 s. Roelandts et Hinaut attaquent à 20 s de la ligne d'arrivée d'Audenarde, puis le premier lâche le second dès le pied du Vieux Quaremont pour sa troisième et dernière ascension. Dans le peloton, le Suisse Fabian Cancellara (RadioShack-Leopard) attaque et seul le Slovaque Peter Sagan (Cannondale) parvient à le suivre. Le duo rejoint à 16 km du but Roelandts en tête de la course. Dans le Paterberg, Cancellara distance Roelandts puis Sagan. Il creuse ensuite rapidement l'écart sur ses deux poursuivants, qui est de 17 s à 12 km de la ligne et de 30 s 2 km plus loin. À l'arrivée, Cancellara s'impose, pour la deuxième fois après 2010, avec environ 1 min 30 s d'avance sur Sagan qui règle Roelandts pour la deuxième position, tandis que le Norvégien Alexander Kristoff (Katusha) règle le peloton pour la quatrième place, à 1 min 39 s du vainqueur,,,.

## Classements

### Classement final
| \| Classement général \| Classement général \| Classement général \| Classement général \| Classement général \| \| Coureur \| Coureur \| Pays \| Équipe \| Temps \| \| ------------------ \| -------------------- \| ------------------ \| ------------------------- \| ------------------ \| \| 1er \| Fabian Cancellara \| Suisse \| RadioShack-Leopard \| 6 h 06 min 01 s \| \| 2e \| Peter Sagan \| Slovaquie \| Cannondale \| + 1 min 27 s \| \| 3e \| Jürgen Roelandts \| Belgique \| Lotto-Belisol \| + 1 min 29 s \| \| 4e \| Alexander Kristoff \| Norvège \| Katusha \| + 1 min 39 s \| \| 5e \| Matthieu Ladagnous \| France \| FDJ \| + 1 min 39 s \| \| 6e \| Heinrich Haussler \| Australie \| IAM Cycling \| + 1 min 39 s \| \| 7e \| Greg Van Avermaet \| Belgique \| BMC Racing Team \| + 1 min 39 s \| \| 8e \| Sébastien Turgot \| France \| Team Europcar \| + 1 min 39 s \| \| 9e \| John Degenkolb \| Allemagne \| Argos-Shimano \| + 1 min 39 s \| \| 10e \| Sebastian Langeveld \| Pays-Bas \| Orica-GreenEDGE \| + 1 min 39 s \| \| 11e \| Lars Boom \| Pays-Bas \| Blanco \| + 1 min 39 s \| \| 12e \| Daniel Oss \| Italie \| BMC Racing Team \| + 1 min 39 s \| \| 13e \| Sylvain Chavanel \| France \| Omega Pharma-Quick Step \| + 1 min 39 s \| \| 14e \| Stijn Vandenbergh \| Belgique \| Omega Pharma-Quick Step \| + 1 min 39 s \| \| 15e \| Oscar Gatto \| Italie \| Vini Fantini-Selle Italia \| + 1 min 39 s \| \| 16e \| Yoann Offredo \| France \| FDJ \| + 1 min 39 s \| \| 17e \| Edvald Boasson Hagen \| Norvège \| Team Sky \| + 1 min 39 s \| \| 18e \| Björn Leukemans \| Belgique \| Vacansoleil-DCM \| + 1 min 39 s \| \| 19e \| Vincent Jérôme \| France \| Team Europcar \| + 1 min 39 s \| \| 20e \| Johan Vansummeren \| Belgique \| Garmin-Sharp \| + 1 min 39 s \| |                      |           |                           |                 |
| |                      |           |                           |                 |
| Source : ProCyclingStats |                      |           |                           |                 |
| Classement général |                      |           |                           |                 |
| Coureur | Coureur              | Pays      | Équipe                    | Temps           |
| 1er | Fabian Cancellara    | Suisse    | RadioShack-Leopard        | 6 h 06 min 01 s |
| 2e | Peter Sagan          | Slovaquie | Cannondale                | + 1 min 27 s    |
| 3e | Jürgen Roelandts     | Belgique  | Lotto-Belisol             | + 1 min 29 s    |
| 4e | Alexander Kristoff   | Norvège   | Katusha                   | + 1 min 39 s    |
| 5e | Matthieu Ladagnous   | France    | FDJ                       | + 1 min 39 s    |
| 6e | Heinrich Haussler    | Australie | IAM Cycling               | + 1 min 39 s    |
| 7e | Greg Van Avermaet    | Belgique  | BMC Racing Team           | + 1 min 39 s    |
| 8e | Sébastien Turgot     | France    | Team Europcar             | + 1 min 39 s    |
| 9e | John Degenkolb       | Allemagne | Argos-Shimano             | + 1 min 39 s    |
| 10e | Sebastian Langeveld  | Pays-Bas  | Orica-GreenEDGE           | + 1 min 39 s    |
| 11e | Lars Boom            | Pays-Bas  | Blanco                    | + 1 min 39 s    |
| 12e | Daniel Oss           | Italie    | BMC Racing Team           | + 1 min 39 s    |
| 13e | Sylvain Chavanel     | France    | Omega Pharma-Quick Step   | + 1 min 39 s    |
| 14e | Stijn Vandenbergh    | Belgique  | Omega Pharma-Quick Step   | + 1 min 39 s    |
| 15e | Oscar Gatto          | Italie    | Vini Fantini-Selle Italia | + 1 min 39 s    |
| 16e | Yoann Offredo        | France    | FDJ                       | + 1 min 39 s    |
| 17e | Edvald Boasson Hagen | Norvège   | Team Sky                  | + 1 min 39 s    |
| 18e | Björn Leukemans      | Belgique  | Vacansoleil-DCM           | + 1 min 39 s    |
| 19e | Vincent Jérôme       | France    | Team Europcar             | + 1 min 39 s    |
| 20e | Johan Vansummeren    | Belgique  | Garmin-Sharp              | + 1 min 39 s    |

### Classement individuel du ProTour
La course attribue des points au classement UCI World Tour 2013 selon le barème suivant :
| Position           | 1er | 2e | 3e | 4e | 5e | 6e | 7e | 8e | 9e | 10e |
| Classement général | 100 | 80 | 70 | 30 | 50 | 40 | 30 | 20 | 10 | 4   |

Après cette huitième épreuve le classement est le suivant :
| #  | Coureur           | Équipe                  | Points | Précédent | Evolution     |
| -- | ----------------- | ----------------------- | ------ | --------- | ------------- |
| 1  | Peter Sagan       | Cannondale              | 266    | 1         | en stagnation |
| 2  | Fabian Cancellara | RadioShack-Leopard      | 210    | 2         | en stagnation |
| 3  | Joaquim Rodriguez | Katusha                 | 182    | 3         | en stagnation |
| 4  | Sylvain Chavanel  | Omega Pharma-Quick Step | 179    | 4         | en stagnation |
| 5  | Geraint Thomas    | Sky                     | 167    | 5         | en stagnation |
| 6  | Richie Porte      | Sky                     | 140    | 6         | en stagnation |
| 7  | Tom-Jelte Slagter | Blanco                  | 112    | 7         | en stagnation |
| 8  | Dan Martin        | Garmin-Sharp            | 112    | 8         | en stagnation |
| 9  | Vincenzo Nibali   | Astana                  | 96     | 9         | en stagnation |
| 10 | Andrew Talansky   | Garmin-Sharp            | 92     | 10        | en stagnation |

| #  | Équipe                  | Points | Précédent | Evolution     |
| -- | ----------------------- | ------ | --------- | ------------- |
| 1  | Sky                     | 407    | 1         | en stagnation |
| 2  | RadioShack-Leopard      | 366    | 3         | +1            |
| 3  | Katusha                 | 328    | 2         | -1            |
| 4  | Cannondale              | 324    | 5         | +1            |
| 5  | Omega Pharma-Quick Step | 248    | 4         | -1            |
| 6  | BMC Racing              | 228    | 8         | +2            |
| 7  | Garmin-Sharp            | 205    | 6         | -1            |
| 8  | Blanco                  | 203    | 7         | -1            |
| 9  | Movistar                | 188    | 9         | en stagnation |
| 10 | Astana                  | 176    | 10        | en stagnation |

| #  | Pays        | Points | Précédent | Evolution     |
| -- | ----------- | ------ | --------- | ------------- |
| 1  | Espagne     | 395    | 1         | en stagnation |
| 2  | Italie      | 319    | 2         | en stagnation |
| 3  | Slovaquie   | 318    | 6         | +3            |
| 4  | France      | 316    | 4         | en stagnation |
| 5  | Royaume-Uni | 309    | 3         | -2            |
| 6  | Suisse      | 260    | 8         | +2            |
| 7  | Pays-Bas    | 249    | 5         | -2            |
| 8  | Belgique    | 232    | 10        | +2            |
| 9  | États-Unis  | 230    | 7         | -2            |
| 10 | Australie   | 145    | 9         | -1            |

## Liste des participants
- Liste de départ complète

| Légende | Légende                                                                    | Légende | Légende                                                    |
| ------- | -------------------------------------------------------------------------- | ------- | ---------------------------------------------------------- |
| Num     | Dossard de départ porté par le coureur sur ce Tour des Flandres            | Pos     | Position à l'arrivée de la course                          |
|         | Indique un maillot de champion national ou mondial, suivi de sa spécialité | NP      | Indique un coureur qui n'a pas pris le départ de la course |
| AB      | Indique un coureur qui n'a pas terminé la course                           | HD      | Indique un coureur qui a terminé la course hors des délais |

| Omega Pharma-Quick Step OPQ | Omega Pharma-Quick Step OPQ | Omega Pharma-Quick Step OPQ |
| --------------------------- | --------------------------- | --------------------------- |
| Num                         | Coureur                     | Pos                         |
| 1                           | Tom Boonen (BEL) (route)    | AB                          |
| 2                           | Sylvain Chavanel (FRA)      | 13e                         |
| 3                           | Iljo Keisse (BEL)           | 50e                         |
| 4                           | Michał Kwiatkowski (POL)    | 40e                         |
| 5                           | Gert Steegmans (BEL)        | AB                          |
| 6                           | Zdeněk Štybar (CZE)         | 36e                         |
| 7                           | Niki Terpstra (NED)         | 113e                        |
| 8                           | Stijn Vandenbergh (BEL)     | 14e                         |

| AG2R La Mondiale ALM | AG2R La Mondiale ALM             | AG2R La Mondiale ALM |
| -------------------- | -------------------------------- | -------------------- |
| Num                  | Coureur                          | Pos                  |
| 11                   | Davide Appollonio (ITA)          | AB                   |
| 12                   | Gediminas Bagdonas (LTU) (route) | AB                   |
| 13                   | Manuel Belletti (ITA)            | AB                   |
| 14                   | Steve Chainel (FRA)              | 30e                  |
| 15                   | Hugo Houle (CAN)                 | 108e                 |
| 16                   | Valentin Iglinskiy (KAZ)         | AB                   |
| 17                   | Sébastien Minard (FRA)           | 54e                  |

| Astana AST | Astana AST                  | Astana AST |
| ---------- | --------------------------- | ---------- |
| Num        | Coureur                     | Pos        |
| 21         | Assan Bazayev (KAZ) (route) | AB         |
| 22         | Borut Božič (SLO) (route)   | 38e        |
| 23         | Simone Ponzi (ITA)          | 66e        |
| 24         | Dmitriy Gruzdev (KAZ)       | AB         |
| 25         | Jacopo Guarnieri (ITA)      | 34e        |
| 26         | Maxim Iglinskiy (KAZ)       | 34e        |
| 27         | Dmitri Mouraviov (KAZ)      | 39e        |
| 28         | Ruslan Tleubayev (KAZ)      | AB         |

| Blanco BLA | Blanco BLA               | Blanco BLA |
| ---------- | ------------------------ | ---------- |
| Num        | Coureur                  | Pos        |
| 31         | Lars Boom (NED)          | 11e        |
| 32         | Rick Flens (NED)         | AB         |
| 33         | Jetse Bol (NED)          | AB         |
| 34         | Maarten Tjallingii (NED) | 52e        |
| 35         | Jos van Emden (NED)      | 97e        |
| 36         | Sep Vanmarcke (BEL)      | 29e        |
| 37         | Robert Wagner (GER)      | 96e        |
| 38         | Maarten Wynants (BEL)    | 43e        |

| BMC Racing Team BMC | BMC Racing Team BMC     | BMC Racing Team BMC |
| ------------------- | ----------------------- | ------------------- |
| Num                 | Coureur                 | Pos                 |
| 41                  | Adam Blythe (GBR)       | AB                  |
| 42                  | Marcus Burghardt (GER)  | 22e                 |
| 43                  | Thor Hushovd (NOR)      | AB                  |
| 44                  | Daniel Oss (ITA)        | 12e                 |
| 45                  | Klaas Lodewyck (BEL)    | 74e                 |
| 46                  | Manuel Quinziato (ITA)  | 57e                 |
| 47                  | Michael Schär (SUI)     | 32e                 |
| 48                  | Greg Van Avermaet (BEL) | 7e                  |

| Cannondale CAN | Cannondale CAN            | Cannondale CAN |
| -------------- | ------------------------- | -------------- |
| Num            | Coureur                   | Pos            |
| 51             | Peter Sagan (SVK) (route) | 2e             |
| 52             | Mauro Da Dalto (ITA)      | AB             |
| 53             | Ted King (USA)            | 86e            |
| 54             | Kristjan Koren (SLO)      | 37e            |
| 55             | Alan Marangoni (ITA)      | AB             |
| 56             | Fabio Sabatini (ITA)      | 49e            |
| 57             | Maciej Bodnar (POL)       | 65e            |
| 58             | Elia Viviani (ITA)        | AB             |

| Euskaltel Euskadi EUS | Euskaltel Euskadi EUS       | Euskaltel Euskadi EUS |
| --------------------- | --------------------------- | --------------------- |
| Num                   | Coureur                     | Pos                   |
| 61                    | Pello Bilbao (ESP)          | AB                    |
| 62                    | Ricardo García Ambroa (ESP) | AB                    |
| 63                    | Juan José Oroz (ESP)        | 91e                   |
| 64                    | Steffen Radochla (GER)      | AB                    |
| 65                    | Adrián Sáez (ESP)           | AB                    |
| 66                    | André Schulze (GER)         | AB                    |
| 67                    | Alexander Serebryakov (RUS) | AB                    |
| 68                    | Ioánnis Tamourídis (GRE)    | AB                    |

| FDJ | FDJ                      | FDJ |
| --- | ------------------------ | --- |
| Num | Coureur                  | Pos |
| 71  | William Bonnet (FRA)     | NP  |
| 72  | David Boucher (FRA)      | AB  |
| 73  | Mickaël Delage (FRA)     | AB  |
| 74  | Arnaud Démare (FRA)      | 24e |
| 75  | Murilo Fischer (BRA)     | 98e |
| 76  | Johan Le Bon (FRA)       | AB  |
| 77  | Matthieu Ladagnous (FRA) | 5e  |
| 78  | Yoann Offredo (FRA)      | 16e |

| Garmin-Sharp GRS | Garmin-Sharp GRS         | Garmin-Sharp GRS |
| ---------------- | ------------------------ | ---------------- |
| Num              | Coureur                  | Pos              |
| 81               | Jack Bauer (NZL)         | 83e              |
| 82               | Tyler Farrar (USA)       | 46e              |
| 83               | Andreas Klier (GER)      | 111e             |
| 84               | Martijn Maaskant (NED)   | 72e              |
| 85               | Raymond Kreder (NED)     | 88e              |
| 86               | Jacob Rathe (USA)        | AB               |
| 87               | Sébastien Rosseler (BEL) | AB               |
| 88               | Johan Vansummeren (BEL)  | 20e              |

| Katusha KAT | Katusha KAT                 | Katusha KAT |
| ----------- | --------------------------- | ----------- |
| Num         | Coureur                     | Pos         |
| 91          | Xavier Florencio (ESP)      | 55e         |
| 92          | Vladimir Gusev (RUS)        | 67e         |
| 93          | Vladimir Isaychev (RUS)     | 100e        |
| 94          | Alexander Kristoff (NOR)    | 4e          |
| 95          | Aliaksandr Kuschynski (BLR) | AB          |
| 96          | Luca Paolini (ITA)          | 23e         |
| 97          | Alexey Tsatevitch (RUS)     | AB          |
| 98          | Marco Haller (AUT)          | AB          |

| Lampre-Merida LAM | Lampre-Merida LAM         | Lampre-Merida LAM |
| ----------------- | ------------------------- | ----------------- |
| Num               | Coureur                   | Pos               |
| 101               | Mattia Cattaneo (ITA)     | 60e               |
| 102               | Davide Cimolai (ITA)      | AB                |
| 103               | Elia Favilli (ITA)        | AB                |
| 104               | Andrea Palini (ITA)       | AB                |
| 105               | Alessandro Petacchi (ITA) | AB                |
| 106               | Massimo Graziato (ITA)    | AB                |
| 107               | Filippo Pozzato (ITA)     | 44e               |
| 108               | Davide Viganò (ITA)       | AB                |

| Lotto-Belisol LTB | Lotto-Belisol LTB        | Lotto-Belisol LTB |
| ----------------- | ------------------------ | ----------------- |
| Num               | Coureur                  | Pos               |
| 111               | Jürgen Roelandts (BEL)   | 3e                |
| 112               | Vicente Reynés (ESP)     | 89e               |
| 113               | Frederik Willems (BEL)   | 56e               |
| 114               | Jens Debusschere (BEL)   | 27e               |
| 115               | André Greipel (GER)      | 51e               |
| 116               | Tosh Van der Sande (BEL) | AB                |
| 117               | Lars Bak (DEN)           | 85e               |
| 118               | Marcel Sieberg (GER)     | AB                |

| Movistar Team MOV | Movistar Team MOV               | Movistar Team MOV |
| ----------------- | ------------------------------- | ----------------- |
| Num               | Coureur                         | Pos               |
| 121               | Andrey Amador (CRC)             | 59e               |
| 122               | Alex Dowsett (GBR)              | AB                |
| 123               | Imanol Erviti (ESP)             | 90e               |
| 124               | Jesús Herrada (ESP)             | AB                |
| 125               | José Joaquín Rojas (ESP)        | AB                |
| 126               | Eloy Teruel (ESP)               | AB                |
| 127               | Francisco Ventoso (ESP) (route) | 45e               |
| 128               | Giovanni Visconti (ITA)         | AB                |

| Orica-GreenEDGE OGE | Orica-GreenEDGE OGE       | Orica-GreenEDGE OGE |
| ------------------- | ------------------------- | ------------------- |
| Num                 | Coureur                   | Pos                 |
| 131                 | Baden Cooke (AUS)         | 73e                 |
| 132                 | Mitchell Docker (AUS)     | 107e                |
| 133                 | Matthew Goss (AUS)        | AB                  |
| 134                 | Jens Keukeleire (BEL)     | 110e                |
| 135                 | Sebastian Langeveld (NED) | 10e                 |
| 136                 | Jens Mouris (NED)         | AB                  |
| 137                 | Stuart O'Grady (AUS)      | AB                  |
| 138                 | Fumiyuki Beppu (JPN)      | 84e                 |

| RadioShack-Leopard RLT | RadioShack-Leopard RLT        | RadioShack-Leopard RLT |
| ---------------------- | ----------------------------- | ---------------------- |
| Num                    | Coureur                       | Pos                    |
| 141                    | Fabian Cancellara (SUI)       | 1er                    |
| 142                    | Stijn Devolder (BEL)          | 58e                    |
| 143                    | Tony Gallopin (FRA)           | AB                     |
| 144                    | Danilo Hondo (GER)            | 104e                   |
| 145                    | Markel Irizar (ESP)           | 94e                    |
| 146                    | Hayden Roulston (NZL) (route) | AB                     |
| 147                    | Yaroslav Popovych (UKR)       | AB                     |
| 148                    | Grégory Rast (SUI)            | 42e                    |

| Team Sky SKY | Team Sky SKY                       | Team Sky SKY |
| ------------ | ---------------------------------- | ------------ |
| Num          | Coureur                            | Pos          |
| 151          | Edvald Boasson Hagen (NOR) (route) | 17e          |
| 152          | Bernhard Eisel (AUT)               | AB           |
| 153          | Salvatore Puccio (ITA)             | AB           |
| 154          | Gabriel Rasch (NOR)                | AB           |
| 155          | Luke Rowe (GBR)                    | 93e          |
| 156          | Ian Stannard (GBR) (route)         | 103e         |
| 157          | Mathew Hayman (AUS)                | AB           |
| 158          | Geraint Thomas (GBR)               | 41e          |

| Argos-Shimano ARG | Argos-Shimano ARG                 | Argos-Shimano ARG |
| ----------------- | --------------------------------- | ----------------- |
| Num               | Coureur                           | Pos               |
| 161               | Nikias Arndt (GER)                | 80e               |
| 162               | Roy Curvers (NED)                 | 81e               |
| 163               | Bert De Backer (BEL)              | AB                |
| 164               | John Degenkolb (GER)              | 9e                |
| 165               | Koen de Kort (NED)                | 95e               |
| 166               | Reinardt Janse van Rensburg (RSA) | 75e               |
| 167               | Ramon Sinkeldam (NED)             | 76e               |
| 168               | William Clarke (AUS)              | AB                |

| Saxo-Tinkoff TST | Saxo-Tinkoff TST              | Saxo-Tinkoff TST |
| ---------------- | ----------------------------- | ---------------- |
| Num              | Coureur                       | Pos              |
| 171              | Daniele Bennati (ITA)         | AB               |
| 172              | Matti Breschel (DEN)          | 25e              |
| 173              | Christopher Juul Jensen (DEN) | AB               |
| 174              | Jonas Aaen Jørgensen (DEN)    | AB               |
| 175              | Jonathan Cantwell (AUS)       | AB               |
| 176              | Anders Lund (DEN)             | 102e             |
| 177              | Michael Mørkøv (DEN)          | AB               |
| 178              | Matteo Tosatto (ITA)          | 63e              |

| Vacansoleil-DCM VCD | Vacansoleil-DCM VCD       | Vacansoleil-DCM VCD |
| ------------------- | ------------------------- | ------------------- |
| Num                 | Coureur                   | Pos                 |
| 181                 | Juan Antonio Flecha (ESP) | 21e                 |
| 182                 | Grega Bole (SLO)          | 68e                 |
| 183                 | Kris Boeckmans (BEL)      | 115e                |
| 184                 | Björn Leukemans (BEL)     | 18e                 |
| 185                 | Bert-Jan Lindeman (NED)   | 71e                 |
| 186                 | Mirko Selvaggi (ITA)      | 69e                 |
| 187                 | Boy van Poppel (NED)      | 109e                |
| 188                 | Wesley Kreder (NED)       | AB                  |

| Accent Jobs-Wanty AJW | Accent Jobs-Wanty AJW     | Accent Jobs-Wanty AJW |
| --------------------- | ------------------------- | --------------------- |
| Num                   | Coureur                   | Pos                   |
| 191                   | Tim De Troyer (BEL)       | AB                    |
| 192                   | Jérôme Gilbert (BEL)      | AB                    |
| 193                   | Jempy Drucker (LUX)       | AB                    |
| 194                   | Roy Jans (BEL)            | AB                    |
| 195                   | Staf Scheirlinckx (BEL)   | AB                    |
| 196                   | Stefan van Dijk (NED)     | AB                    |
| 197                   | James Vanlandschoot (BEL) | 78e                   |
| 198                   | Benjamin Verraes (BEL)    | 87e                   |

| Crelan-Euphony CRE | Crelan-Euphony CRE        | Crelan-Euphony CRE |
| ------------------ | ------------------------- | ------------------ |
| Num                | Coureur                   | Pos                |
| 201                | Christophe Prémont (BEL)  | AB                 |
| 202                | Koen Barbé (BEL)          | AB                 |
| 203                | Jonathan Breyne (BEL)     | AB                 |
| 204                | Kevin Claeys (BEL)        | AB                 |
| 205                | Kurt Hovelijnck (BEL)     | 77e                |
| 206                | Egidijus Juodvalkis (LTU) | 53e                |
| 207                | Baptiste Planckaert (BEL) | AB                 |
| 208                | Maxime Vantomme (BEL)     | 31e                |

| IAM Cycling IAM | IAM Cycling IAM                   | IAM Cycling IAM |
| --------------- | --------------------------------- | --------------- |
| Num             | Coureur                           | Pos             |
| 211             | Marco Bandiera (ITA)              | 48e             |
| 212             | Martin Elmiger (SUI)              | 33e             |
| 213             | Kristof Goddaert (BEL)            | 61e             |
| 214             | Heinrich Haussler (AUS)           | 6e              |
| 215             | Sébastien Hinault (FRA)           | 26e             |
| 216             | Dominic Klemme (GER)              | 114e            |
| 217             | Gustav Larsson (SWE)              | 70e             |
| 218             | Aleksejs Saramotins (LAT) (route) | AB              |

| Team Europcar EUC | Team Europcar EUC      | Team Europcar EUC |
| ----------------- | ---------------------- | ----------------- |
| Num               | Coureur                | Pos               |
| 221               | Björn Thurau (GER)     | 105e              |
| 222               | Jérôme Cousin (FRA)    | AB                |
| 223               | Damien Gaudin (FRA)    | AB                |
| 224               | Yohann Gène (FRA)      | AB                |
| 225               | Vincent Jérôme (FRA)   | 19e               |
| 226               | David Veilleux (CAN)   | 92e               |
| 227               | Sébastien Turgot (FRA) | 8e                |
| 228               | Thomas Voeckler (FRA)  | 35e               |

| NetApp-Endura TNE | NetApp-Endura TNE          | NetApp-Endura TNE |
| ----------------- | -------------------------- | ----------------- |
| Num               | Coureur                    | Pos               |
| 231               | Zakkari Dempster (AUS)     | AB                |
| 232               | Russell Downing (GBR)      | 62e               |
| 233               | Markus Eichler (GER)       | 106e              |
| 234               | Blaž Jarc (SLO)            | AB                |
| 235               | Andreas Schillinger (GER)  | 101e              |
| 236               | Daniel Schorn (AUT)        | AB                |
| 237               | Paul Voss (GER)            | 28e               |
| 238               | Alexander Wetterhall (SWE) | AB                |

| Topsport Vlaanderen-Baloise TSV | Topsport Vlaanderen-Baloise TSV | Topsport Vlaanderen-Baloise TSV |
| ------------------------------- | ------------------------------- | ------------------------------- |
| Num                             | Coureur                         | Pos                             |
| 241                             | Laurens De Vreese (BEL)         | 64e                             |
| 242                             | Pieter Jacobs (BEL)             | 99e                             |
| 243                             | Eliot Lietaer (BEL)             | AB                              |
| 244                             | Jarl Salomein (BEL)             | 82e                             |
| 245                             | Tom Van Asbroeck (BEL)          | 79e                             |
| 246                             | Gijs Van Hoecke (BEL)           | 112e                            |
| 247                             | Sven Vandousselaere (BEL)       | AB                              |
| 248                             | Preben Van Hecke (BEL)          | AB                              |

| Vini Fantini-Selle Italia VIN | Vini Fantini-Selle Italia VIN | Vini Fantini-Selle Italia VIN |
| ----------------------------- | ----------------------------- | ----------------------------- |
| Num                           | Coureur                       | Pos                           |
| 251                           | Stefano Borchi (ITA)          | AB                            |
| 252                           | Francesco Chicchi (ITA)       | AB                            |
| 253                           | Pierpaolo De Negri (ITA)      | AB                            |
| 254                           | Francesco Failli (ITA)        | AB                            |
| 255                           | Mauro Finetto (ITA)           | AB                            |
| 256                           | Oscar Gatto (ITA)             | 15e                           |
| 257                           | Kevin Hulsmans (BEL)          | 47e                           |
| 258                           | Mattia Pozzo (ITA)            | AB                            |

| Omega Pharma-Quick Step OPQ | Omega Pharma-Quick Step OPQ | Omega Pharma-Quick Step OPQ |
| --------------------------- | --------------------------- | --------------------------- |
| Num                         | Coureur                     | Pos                         |
| 1                           | Tom Boonen (BEL) (route)    | AB                          |
| 2                           | Sylvain Chavanel (FRA)      | 13e                         |
| 3                           | Iljo Keisse (BEL)           | 50e                         |
| 4                           | Michał Kwiatkowski (POL)    | 40e                         |
| 5                           | Gert Steegmans (BEL)        | AB                          |
| 6                           | Zdeněk Štybar (CZE)         | 36e                         |
| 7                           | Niki Terpstra (NED)         | 113e                        |
| 8                           | Stijn Vandenbergh (BEL)     | 14e                         |

| AG2R La Mondiale ALM | AG2R La Mondiale ALM             | AG2R La Mondiale ALM |
| -------------------- | -------------------------------- | -------------------- |
| Num                  | Coureur                          | Pos                  |
| 11                   | Davide Appollonio (ITA)          | AB                   |
| 12                   | Gediminas Bagdonas (LTU) (route) | AB                   |
| 13                   | Manuel Belletti (ITA)            | AB                   |
| 14                   | Steve Chainel (FRA)              | 30e                  |
| 15                   | Hugo Houle (CAN)                 | 108e                 |
| 16                   | Valentin Iglinskiy (KAZ)         | AB                   |
| 17                   | Sébastien Minard (FRA)           | 54e                  |

| Astana AST | Astana AST                  | Astana AST |
| ---------- | --------------------------- | ---------- |
| Num        | Coureur                     | Pos        |
| 21         | Assan Bazayev (KAZ) (route) | AB         |
| 22         | Borut Božič (SLO) (route)   | 38e        |
| 23         | Simone Ponzi (ITA)          | 66e        |
| 24         | Dmitriy Gruzdev (KAZ)       | AB         |
| 25         | Jacopo Guarnieri (ITA)      | 34e        |
| 26         | Maxim Iglinskiy (KAZ)       | 34e        |
| 27         | Dmitri Mouraviov (KAZ)      | 39e        |
| 28         | Ruslan Tleubayev (KAZ)      | AB         |

| Blanco BLA | Blanco BLA               | Blanco BLA |
| ---------- | ------------------------ | ---------- |
| Num        | Coureur                  | Pos        |
| 31         | Lars Boom (NED)          | 11e        |
| 32         | Rick Flens (NED)         | AB         |
| 33         | Jetse Bol (NED)          | AB         |
| 34         | Maarten Tjallingii (NED) | 52e        |
| 35         | Jos van Emden (NED)      | 97e        |
| 36         | Sep Vanmarcke (BEL)      | 29e        |
| 37         | Robert Wagner (GER)      | 96e        |
| 38         | Maarten Wynants (BEL)    | 43e        |

| BMC Racing Team BMC | BMC Racing Team BMC     | BMC Racing Team BMC |
| ------------------- | ----------------------- | ------------------- |
| Num                 | Coureur                 | Pos                 |
| 41                  | Adam Blythe (GBR)       | AB                  |
| 42                  | Marcus Burghardt (GER)  | 22e                 |
| 43                  | Thor Hushovd (NOR)      | AB                  |
| 44                  | Daniel Oss (ITA)        | 12e                 |
| 45                  | Klaas Lodewyck (BEL)    | 74e                 |
| 46                  | Manuel Quinziato (ITA)  | 57e                 |
| 47                  | Michael Schär (SUI)     | 32e                 |
| 48                  | Greg Van Avermaet (BEL) | 7e                  |

| Cannondale CAN | Cannondale CAN            | Cannondale CAN |
| -------------- | ------------------------- | -------------- |
| Num            | Coureur                   | Pos            |
| 51             | Peter Sagan (SVK) (route) | 2e             |
| 52             | Mauro Da Dalto (ITA)      | AB             |
| 53             | Ted King (USA)            | 86e            |
| 54             | Kristjan Koren (SLO)      | 37e            |
| 55             | Alan Marangoni (ITA)      | AB             |
| 56             | Fabio Sabatini (ITA)      | 49e            |
| 57             | Maciej Bodnar (POL)       | 65e            |
| 58             | Elia Viviani (ITA)        | AB             |

| Euskaltel Euskadi EUS | Euskaltel Euskadi EUS       | Euskaltel Euskadi EUS |
| --------------------- | --------------------------- | --------------------- |
| Num                   | Coureur                     | Pos                   |
| 61                    | Pello Bilbao (ESP)          | AB                    |
| 62                    | Ricardo García Ambroa (ESP) | AB                    |
| 63                    | Juan José Oroz (ESP)        | 91e                   |
| 64                    | Steffen Radochla (GER)      | AB                    |
| 65                    | Adrián Sáez (ESP)           | AB                    |
| 66                    | André Schulze (GER)         | AB                    |
| 67                    | Alexander Serebryakov (RUS) | AB                    |
| 68                    | Ioánnis Tamourídis (GRE)    | AB                    |

| FDJ | FDJ                      | FDJ |
| --- | ------------------------ | --- |
| Num | Coureur                  | Pos |
| 71  | William Bonnet (FRA)     | NP  |
| 72  | David Boucher (FRA)      | AB  |
| 73  | Mickaël Delage (FRA)     | AB  |
| 74  | Arnaud Démare (FRA)      | 24e |
| 75  | Murilo Fischer (BRA)     | 98e |
| 76  | Johan Le Bon (FRA)       | AB  |
| 77  | Matthieu Ladagnous (FRA) | 5e  |
| 78  | Yoann Offredo (FRA)      | 16e |

| Garmin-Sharp GRS | Garmin-Sharp GRS         | Garmin-Sharp GRS |
| ---------------- | ------------------------ | ---------------- |
| Num              | Coureur                  | Pos              |
| 81               | Jack Bauer (NZL)         | 83e              |
| 82               | Tyler Farrar (USA)       | 46e              |
| 83               | Andreas Klier (GER)      | 111e             |
| 84               | Martijn Maaskant (NED)   | 72e              |
| 85               | Raymond Kreder (NED)     | 88e              |
| 86               | Jacob Rathe (USA)        | AB               |
| 87               | Sébastien Rosseler (BEL) | AB               |
| 88               | Johan Vansummeren (BEL)  | 20e              |

| Katusha KAT | Katusha KAT                 | Katusha KAT |
| ----------- | --------------------------- | ----------- |
| Num         | Coureur                     | Pos         |
| 91          | Xavier Florencio (ESP)      | 55e         |
| 92          | Vladimir Gusev (RUS)        | 67e         |
| 93          | Vladimir Isaychev (RUS)     | 100e        |
| 94          | Alexander Kristoff (NOR)    | 4e          |
| 95          | Aliaksandr Kuschynski (BLR) | AB          |
| 96          | Luca Paolini (ITA)          | 23e         |
| 97          | Alexey Tsatevitch (RUS)     | AB          |
| 98          | Marco Haller (AUT)          | AB          |

| Lampre-Merida LAM | Lampre-Merida LAM         | Lampre-Merida LAM |
| ----------------- | ------------------------- | ----------------- |
| Num               | Coureur                   | Pos               |
| 101               | Mattia Cattaneo (ITA)     | 60e               |
| 102               | Davide Cimolai (ITA)      | AB                |
| 103               | Elia Favilli (ITA)        | AB                |
| 104               | Andrea Palini (ITA)       | AB                |
| 105               | Alessandro Petacchi (ITA) | AB                |
| 106               | Massimo Graziato (ITA)    | AB                |
| 107               | Filippo Pozzato (ITA)     | 44e               |
| 108               | Davide Viganò (ITA)       | AB                |

| Lotto-Belisol LTB | Lotto-Belisol LTB        | Lotto-Belisol LTB |
| ----------------- | ------------------------ | ----------------- |
| Num               | Coureur                  | Pos               |
| 111               | Jürgen Roelandts (BEL)   | 3e                |
| 112               | Vicente Reynés (ESP)     | 89e               |
| 113               | Frederik Willems (BEL)   | 56e               |
| 114               | Jens Debusschere (BEL)   | 27e               |
| 115               | André Greipel (GER)      | 51e               |
| 116               | Tosh Van der Sande (BEL) | AB                |
| 117               | Lars Bak (DEN)           | 85e               |
| 118               | Marcel Sieberg (GER)     | AB                |

| Movistar Team MOV | Movistar Team MOV               | Movistar Team MOV |
| ----------------- | ------------------------------- | ----------------- |
| Num               | Coureur                         | Pos               |
| 121               | Andrey Amador (CRC)             | 59e               |
| 122               | Alex Dowsett (GBR)              | AB                |
| 123               | Imanol Erviti (ESP)             | 90e               |
| 124               | Jesús Herrada (ESP)             | AB                |
| 125               | José Joaquín Rojas (ESP)        | AB                |
| 126               | Eloy Teruel (ESP)               | AB                |
| 127               | Francisco Ventoso (ESP) (route) | 45e               |
| 128               | Giovanni Visconti (ITA)         | AB                |

| Orica-GreenEDGE OGE | Orica-GreenEDGE OGE       | Orica-GreenEDGE OGE |
| ------------------- | ------------------------- | ------------------- |
| Num                 | Coureur                   | Pos                 |
| 131                 | Baden Cooke (AUS)         | 73e                 |
| 132                 | Mitchell Docker (AUS)     | 107e                |
| 133                 | Matthew Goss (AUS)        | AB                  |
| 134                 | Jens Keukeleire (BEL)     | 110e                |
| 135                 | Sebastian Langeveld (NED) | 10e                 |
| 136                 | Jens Mouris (NED)         | AB                  |
| 137                 | Stuart O'Grady (AUS)      | AB                  |
| 138                 | Fumiyuki Beppu (JPN)      | 84e                 |

| RadioShack-Leopard RLT | RadioShack-Leopard RLT        | RadioShack-Leopard RLT |
| ---------------------- | ----------------------------- | ---------------------- |
| Num                    | Coureur                       | Pos                    |
| 141                    | Fabian Cancellara (SUI)       | 1er                    |
| 142                    | Stijn Devolder (BEL)          | 58e                    |
| 143                    | Tony Gallopin (FRA)           | AB                     |
| 144                    | Danilo Hondo (GER)            | 104e                   |
| 145                    | Markel Irizar (ESP)           | 94e                    |
| 146                    | Hayden Roulston (NZL) (route) | AB                     |
| 147                    | Yaroslav Popovych (UKR)       | AB                     |
| 148                    | Grégory Rast (SUI)            | 42e                    |

| Team Sky SKY | Team Sky SKY                       | Team Sky SKY |
| ------------ | ---------------------------------- | ------------ |
| Num          | Coureur                            | Pos          |
| 151          | Edvald Boasson Hagen (NOR) (route) | 17e          |
| 152          | Bernhard Eisel (AUT)               | AB           |
| 153          | Salvatore Puccio (ITA)             | AB           |
| 154          | Gabriel Rasch (NOR)                | AB           |
| 155          | Luke Rowe (GBR)                    | 93e          |
| 156          | Ian Stannard (GBR) (route)         | 103e         |
| 157          | Mathew Hayman (AUS)                | AB           |
| 158          | Geraint Thomas (GBR)               | 41e          |

| Argos-Shimano ARG | Argos-Shimano ARG                 | Argos-Shimano ARG |
| ----------------- | --------------------------------- | ----------------- |
| Num               | Coureur                           | Pos               |
| 161               | Nikias Arndt (GER)                | 80e               |
| 162               | Roy Curvers (NED)                 | 81e               |
| 163               | Bert De Backer (BEL)              | AB                |
| 164               | John Degenkolb (GER)              | 9e                |
| 165               | Koen de Kort (NED)                | 95e               |
| 166               | Reinardt Janse van Rensburg (RSA) | 75e               |
| 167               | Ramon Sinkeldam (NED)             | 76e               |
| 168               | William Clarke (AUS)              | AB                |

| Saxo-Tinkoff TST | Saxo-Tinkoff TST              | Saxo-Tinkoff TST |
| ---------------- | ----------------------------- | ---------------- |
| Num              | Coureur                       | Pos              |
| 171              | Daniele Bennati (ITA)         | AB               |
| 172              | Matti Breschel (DEN)          | 25e              |
| 173              | Christopher Juul Jensen (DEN) | AB               |
| 174              | Jonas Aaen Jørgensen (DEN)    | AB               |
| 175              | Jonathan Cantwell (AUS)       | AB               |
| 176              | Anders Lund (DEN)             | 102e             |
| 177              | Michael Mørkøv (DEN)          | AB               |
| 178              | Matteo Tosatto (ITA)          | 63e              |

| Vacansoleil-DCM VCD | Vacansoleil-DCM VCD       | Vacansoleil-DCM VCD |
| ------------------- | ------------------------- | ------------------- |
| Num                 | Coureur                   | Pos                 |
| 181                 | Juan Antonio Flecha (ESP) | 21e                 |
| 182                 | Grega Bole (SLO)          | 68e                 |
| 183                 | Kris Boeckmans (BEL)      | 115e                |
| 184                 | Björn Leukemans (BEL)     | 18e                 |
| 185                 | Bert-Jan Lindeman (NED)   | 71e                 |
| 186                 | Mirko Selvaggi (ITA)      | 69e                 |
| 187                 | Boy van Poppel (NED)      | 109e                |
| 188                 | Wesley Kreder (NED)       | AB                  |

| Accent Jobs-Wanty AJW | Accent Jobs-Wanty AJW     | Accent Jobs-Wanty AJW |
| --------------------- | ------------------------- | --------------------- |
| Num                   | Coureur                   | Pos                   |
| 191                   | Tim De Troyer (BEL)       | AB                    |
| 192                   | Jérôme Gilbert (BEL)      | AB                    |
| 193                   | Jempy Drucker (LUX)       | AB                    |
| 194                   | Roy Jans (BEL)            | AB                    |
| 195                   | Staf Scheirlinckx (BEL)   | AB                    |
| 196                   | Stefan van Dijk (NED)     | AB                    |
| 197                   | James Vanlandschoot (BEL) | 78e                   |
| 198                   | Benjamin Verraes (BEL)    | 87e                   |

| Crelan-Euphony CRE | Crelan-Euphony CRE        | Crelan-Euphony CRE |
| ------------------ | ------------------------- | ------------------ |
| Num                | Coureur                   | Pos                |
| 201                | Christophe Prémont (BEL)  | AB                 |
| 202                | Koen Barbé (BEL)          | AB                 |
| 203                | Jonathan Breyne (BEL)     | AB                 |
| 204                | Kevin Claeys (BEL)        | AB                 |
| 205                | Kurt Hovelijnck (BEL)     | 77e                |
| 206                | Egidijus Juodvalkis (LTU) | 53e                |
| 207                | Baptiste Planckaert (BEL) | AB                 |
| 208                | Maxime Vantomme (BEL)     | 31e                |

| IAM Cycling IAM | IAM Cycling IAM                   | IAM Cycling IAM |
| --------------- | --------------------------------- | --------------- |
| Num             | Coureur                           | Pos             |
| 211             | Marco Bandiera (ITA)              | 48e             |
| 212             | Martin Elmiger (SUI)              | 33e             |
| 213             | Kristof Goddaert (BEL)            | 61e             |
| 214             | Heinrich Haussler (AUS)           | 6e              |
| 215             | Sébastien Hinault (FRA)           | 26e             |
| 216             | Dominic Klemme (GER)              | 114e            |
| 217             | Gustav Larsson (SWE)              | 70e             |
| 218             | Aleksejs Saramotins (LAT) (route) | AB              |

| Team Europcar EUC | Team Europcar EUC      | Team Europcar EUC |
| ----------------- | ---------------------- | ----------------- |
| Num               | Coureur                | Pos               |
| 221               | Björn Thurau (GER)     | 105e              |
| 222               | Jérôme Cousin (FRA)    | AB                |
| 223               | Damien Gaudin (FRA)    | AB                |
| 224               | Yohann Gène (FRA)      | AB                |
| 225               | Vincent Jérôme (FRA)   | 19e               |
| 226               | David Veilleux (CAN)   | 92e               |
| 227               | Sébastien Turgot (FRA) | 8e                |
| 228               | Thomas Voeckler (FRA)  | 35e               |

| NetApp-Endura TNE | NetApp-Endura TNE          | NetApp-Endura TNE |
| ----------------- | -------------------------- | ----------------- |
| Num               | Coureur                    | Pos               |
| 231               | Zakkari Dempster (AUS)     | AB                |
| 232               | Russell Downing (GBR)      | 62e               |
| 233               | Markus Eichler (GER)       | 106e              |
| 234               | Blaž Jarc (SLO)            | AB                |
| 235               | Andreas Schillinger (GER)  | 101e              |
| 236               | Daniel Schorn (AUT)        | AB                |
| 237               | Paul Voss (GER)            | 28e               |
| 238               | Alexander Wetterhall (SWE) | AB                |

| Topsport Vlaanderen-Baloise TSV | Topsport Vlaanderen-Baloise TSV | Topsport Vlaanderen-Baloise TSV |
| ------------------------------- | ------------------------------- | ------------------------------- |
| Num                             | Coureur                         | Pos                             |
| 241                             | Laurens De Vreese (BEL)         | 64e                             |
| 242                             | Pieter Jacobs (BEL)             | 99e                             |
| 243                             | Eliot Lietaer (BEL)             | AB                              |
| 244                             | Jarl Salomein (BEL)             | 82e                             |
| 245                             | Tom Van Asbroeck (BEL)          | 79e                             |
| 246                             | Gijs Van Hoecke (BEL)           | 112e                            |
| 247                             | Sven Vandousselaere (BEL)       | AB                              |
| 248                             | Preben Van Hecke (BEL)          | AB                              |

| Vini Fantini-Selle Italia VIN | Vini Fantini-Selle Italia VIN | Vini Fantini-Selle Italia VIN |
| ----------------------------- | ----------------------------- | ----------------------------- |
| Num                           | Coureur                       | Pos                           |
| 251                           | Stefano Borchi (ITA)          | AB                            |
| 252                           | Francesco Chicchi (ITA)       | AB                            |
| 253                           | Pierpaolo De Negri (ITA)      | AB                            |
| 254                           | Francesco Failli (ITA)        | AB                            |
| 255                           | Mauro Finetto (ITA)           | AB                            |
| 256                           | Oscar Gatto (ITA)             | 15e                           |
| 257                           | Kevin Hulsmans (BEL)          | 47e                           |
| 258                           | Mattia Pozzo (ITA)            | AB                            |